# Юл Ходжа
Юл Ходжа (алб. Yll Hoxha; нар. 26 грудня 1987, Приштина) — косовський футболіст, захисник, півзахисник клубу «Феронікелі».
Виступав, зокрема, за клуби «Приштина» та «Кукесі», а також національну збірну Косова.
Володар Кубка Фінляндії.

## Клубна кар'єра
Народився 26 грудня 1987 року в місті Приштина. Вихованець футбольної школи клубу «Приштина». Дорослу футбольну кар'єру розпочав 2005 року в основній команді того ж клубу, в якій провів чотири сезони.
Згодом з 2009 по 2012 рік грав у складі команд «ТПС» та «Хюсі».
Своєю грою за останню команду привернув увагу представників тренерського штабу клубу «Кукесі», до складу якого приєднався 2012 року. Відіграв за команду з Кукеса наступні три сезони своєї ігрової кар'єри. Більшість часу, проведеного у складі «Кукесі», був основним гравцем команди.
Протягом 2015—2016 років захищав кольори клубів «Фламуртарі» та «Влазнія».
До складу клубу «Феронікелі» приєднався 2017 року. Станом на 1 серпня 2019 року відіграв за косовську команду 58 матчів в національному чемпіонаті.

## Виступи за збірну
У 2010 році дебютував в офіційних матчах у складі національної збірної Косова.

## Статистика виступів

### Статистика клубних виступів
| Сезон              | Команда            | Чемпіонат          | Чемпіонат | Чемпіонат | Національний кубок | Національний кубок | Національний кубок | Континентальні кубки | Континентальні кубки | Континентальні кубки | Інші змагання | Інші змагання | Інші змагання | Усього | Усього |
| Сезон              | Команда            | Ліга               | Ігор      | Голів     | Ліга               | Ігор               | Голів              | Ліга                 | Ігор                 | Голів                | Ліга          | Ігор          | Голів         | Ігор   | Голів  |
| ------------------ | ------------------ | ------------------ | --------- | --------- | ------------------ | ------------------ | ------------------ | -------------------- | -------------------- | -------------------- | ------------- | ------------- | ------------- | ------ | ------ |
| 2009               | «ТПС»              | A                  | 10        | 0         | КФ+КЛ              | 1+0                | 0                  | -                    | -                    | -                    | -             | -             | -             | 11     | 0      |
| 2012–13            | «Кукесі»           | ЧА                 | 20        | 3         | КА                 | 9                  | 2                  | -                    | -                    | -                    | -             | -             | -             | 29     | 5      |
| 2013–14            | «Кукесі»           | ЧА                 | 30        | 1         | КА                 | 8                  | 1                  | ЛЄ                   | 8                    | 1                    | -             | -             | -             | 46     | 3      |
| 2014–15            | «Кукесі»           | ЧА                 | 29        | 1         | КА                 | 3                  | 0                  | ЛЄ                   | 2                    | 0                    | -             | -             | -             | 34     | 1      |
| Усього за «Кукесі» | Усього за «Кукесі» | Усього за «Кукесі» | 79        | 5         |                    | 20                 | 3                  |                      | 10                   | 1                    |               | -             | -             | 109    | 9      |
| 2015–16            | «Фламуртарі»       | ЧА                 | 33        | 2         | КА                 | 5                  | 0                  | -                    | -                    | -                    | -             | -             | -             | 38     | 2      |
| серп.-груд. 2016   | «Влазнія»          | ЧА                 | 7         | 0         | КА                 | 4                  | 2                  | -                    | -                    | -                    | -             | -             | -             | 11     | 2      |
| Усього за кар'єру  | Усього за кар'єру  | Усього за кар'єру  | 129       | 7         |                    | 30                 | 5                  |                      | 10                   | 1                    |               | -             | -             | 169    | 13     |

## Титули і досягнення
- Володар Кубка Фінляндії (1):

«Тпс»: 2010